# Virchow Hill
Virchow Hill är en kulle i Antarktis. Den ligger i Västantarktis. Argentina, Chile och Storbritannien gör anspråk på området. Toppen på Virchow Hill är 578 meter över havet, eller 22 meter över den omgivande terrängen. Bredden vid basen är 0,89 km.
Terrängen runt Virchow Hill är bergig åt sydväst, men åt nordost är den kuperad. Havet är nära Virchow Hill åt nordost. Trakten är obefolkad. 